# Mount Spencer
Mount Spencer ist ein 1010 m hoher Berg im westantarktischen Marie-Byrd-Land. In den Allegheny Mountains der Ford Ranges ragt er 1,5 km südlich des Mount Darling auf.
Entdeckt wurde er bei Überflügen im Zuge der United States Antarctic Service Expedition (1939–1941). Namensgeber ist Herbert Reynolds Spencer (1894–1968), Kommandant der Seepfadfinder, zu denen Paul Siple gehört hatte, Leiter der Westbasis der Expedition.